# Institut Mater Boni Consilii
 (janvier 2022).
L'Institut Mater Boni Consilii (IMBC), « Institut Notre-Dame du Bon Conseil » en français, est une société de vie apostolique catholique traditionaliste sédéprivationniste implantée en Italie, en Belgique, en France et en Argentine. Les fondateurs de l'institut se sont séparés de la Fraternité sacerdotale Saint-Pie-X en 1985 sous la direction de Francesco Ricossa ; les trois autres fondateurs sont Franco Munari (de), Curzio Nitoglia et Giuseppe Murro. L'institut possède un séminaire à Verrua Savoia en Italie. Comme la Société de Saint Pie V basée aux États-Unis il rejette l'utilisation de la forme liturgique codifiée en 1962, préférant une version antérieure codifiée par saint Pie X, jugée plus fidèle au rite tridentin. Il rejette également la réforme de la Semaine sainte de Pie XII[réf. nécessaire].

## Histoire
En décembre 1985, Franco Munari, Francesco Ricossa et Curzio Nitoglia, prêtres italiens de la Fraternité sacerdotale Saint-Pie-X fondent à Turin l’Institut Mater Boni Consilii.
L'institut se rallie en septembre 1986 à la thèse dite de Cassiciacum, formalisée en 1979 par le dominicain Guérard des Lauriers, et la défend dans sa revue Sodalitium. Selon cette thèse, Paul VI et ses successeurs, bien que canoniquement élevés au pontificat, ne sont pas formellement papes : « ne poursuivant pas le bien de l’Église et enseignant l’erreur et l’hérésie, s’ils ne rétractent pas d’abord leurs propres erreurs, ils ne peuvent en aucune façon recevoir de Jésus-Christ l’autorité pour gouverner, enseigner et sanctifier l’Église ».
Francesco Ricossa est directeur du séminaire Saint-Pierre Martyr et de la revue Sodalitium.

## Consécrations
Michel-Louis Guérard des Lauriers consacre évêque l'Italien Franco Munari, alors supérieur de l'Institut, le 25 novembre 1987.
Le 16 janvier 2002, le dominicain américain Robert McKenna, ayant lui-même été consacré par Guérard des Lauriers en 1986, confère la consécration épiscopale à Geert Stuyver à Verrua Savoia (Italie), après l'avoir ordonné prêtre en 1996. D'origine flamande et résidant en Belgique, il assure les rites et consécrations du séminaire de l'Institut.